# Schauspielhaus (Zurich)
Pour les articles homonymes, voir Schauspielhaus (homonymie).
Le Schauspielhaus est un théâtre à Zurich (Suisse).
Outre sa salle principale Am Pfauen (Rämistrasse), qui contient 750 places, l'institution gère également deux salles au Schiffbau.

## Histoire
Le bâtiment Am Pfauen construit en 1892 comme théâtre populaire avec Biergarten et un terrain de pétanque est d'abord utilisé comme théâtre de variété. Dès 1901 le directeur de l'opéra de Zurich loue ce bâtiment pour la représentation de Die Mitschuldigen de Goethe. Entre 1903 et 1926 la salle est gérée par la coopérative privée Am Pfauen. Entre 1926 et 1938 par la Zürcher Schauspiel AG.
Jusqu'en 1933 le théâtre était peu connu. Les efforts pour établir à Zurich un théâtre de qualité étaient vains.
À partir de 1933, beaucoup d'acteurs et metteurs en scène allemands émigrèrent à Zurich et ont pris part à la troupe. Therese Giehse, Albert Bassermann, Ernst Ginsberg, Kurt Horwitz, Leopold Lindtberg, Grete Heger, Hermann Wlach et beaucoup d'autres.
Pendant la seconde Guerre mondiale, le théâtre était engagé politiquement et il y eut beaucoup de pièces antifascistes. Les frontistes suisses qui défendaient les idées antisémites et du nationalisme ont provoqué le théâtre de sorte que certaines représentations se faisaient sous protection policière. 
En 1938 les propriétaires du théâtre, en proie à des difficultés financières dues aux conditions d'exploitation, sont contraints de vendre. Grâce au maire de l'époque Emil Klöti et l'éditeur Emil Oprecht le théâtre est repris par la ville qui fonde la société Neue Schauspiel AG. 
Sous la conduite d'Oskar Wälterlin, entre 1938 et 1961, beaucoup de pièces de Bertolt Brecht ont eu leur première représentation dans ce théâtre. De même la plupart des morceaux de Max Frisch et de Friedrich Dürrenmatt, mais aussi certaines œuvres de Yasmina Reza, Georges Schehadé, Botho Strauss, Frank Wedekind, Carl Zuckmayer.
En 2002 et 2003, sous la direction du metteur en scène Christoph Marthaler le Schauspielhaus est élu théâtre de l'année.

## Directeurs
- 1929–1938 : Ferdinand Rieser (de)[1]
- 1938–1961 : Oskar Wälterlin (de)
- 1961–1964 : Kurt Hirschfeld (de)
- 1965–1968 : Leopold Lindtberg
- 1968–1969 : Teo Otto (de), Erwin Parker (de), Otto Weissert (de)
- 1969–1970 : Peter Löffler (de)
- 1970–1977 : Harry Buckwitz (de)
- 1978–1982 : Gerhard Klingenberg
- 1982–1989 : Gerd Heinz (de)
- 1989–1992 : Achim Benning (de)
- 1992–1999 : Gerd Leo Kuck (de)
- 1999–2000 : Reinhard Palm (de)
- 2000–2004 : Christoph Marthaler
- 2004–2005 : Andreas Spillmann (de)
- 2005–2009 : Matthias Hartmann (de)
- 2009–2019 : Barbara Frey (de)
- 2019- : Nicolas Stemann (de) et Benjamin von Blomberg (de)[2]

## Acteurs
- Dorothea Parton